# Engelsdorf (Leipzig)

Engelsdorf und Sommerfeld um 1891

Engelsdorf ist ein Stadtteil und zugleich Ortsteil im Stadtbezirk Ost von Leipzig.

## Geschichte
Engelsdorf ist mindestens 800 Jahre alt, da die Kirche zu Engelsdorf in der Zeit um 1170 entstand.
Der Ort war ursprünglich ein Straßenangerdorf (entlang der Hauptstraße/Karl-Marx-Straße/Engelsdorfer Straße). Der Verlauf des Angers ist noch an den Gebäudefluchtlinien erkennbar. Später wurden der Teich trockengelegt und die nördliche Straße zurückgebaut. Die evangelisch-lutherische Kirche St. Pankratius steht nicht in der Ortsmitte, sondern hinter den Straßengehöften auf einem kleinen Hügel, der landwirtschaftlich nicht genutzt werden konnte. Mit der Umgestaltung der Bahnanlagen in Leipzig beim Bau des Hauptbahnhofes zwischen 1897 und 1915 entstanden von 1905 bis 1907 ein großer Rangierbahnhof mit Bahnbetriebs- und Ausbesserungswerk (das spätere Raw Einheit) und weitere Industrieansiedlungen. Engelsdorf wuchs jetzt sehr rasch nach Norden (auf die Bahnlinie zu) und Westen (auf die Bahnanlagen zu). Heute noch dominiert die Eisenbahn die Geschichte. Engelsdorf lag bis 1856 im kursächsischen bzw. königlich-sächsischen Kreisamt Leipzig. Ab 1856 gehörte der Ort zum Gerichtsamt Leipzig I und ab 1875 zur Amtshauptmannschaft Leipzig.
Im Jahr 1923 wurde der Nachbarort Sommerfeld eingemeindet – damit verhinderten beide Dörfer damals die drohende Eingemeindung nach Leipzig. Die Gemeinde war wohlhabend. Anfang des 20. Jahrhunderts planten der damalige Bürgermeister Arthur Winkler und Baumeister Günther ein neues Ortszentrum mit einer breiten Prachtstraße (der heutigen Arthur-Winkler-Straße), dem Hauptgebäude der Schule (heutiges Gymnasium) und gegenüber (im heutigen Engelsdorfer Park) einen entsprechenden Rathausbau. Letzterer wurde nicht ausgeführt.

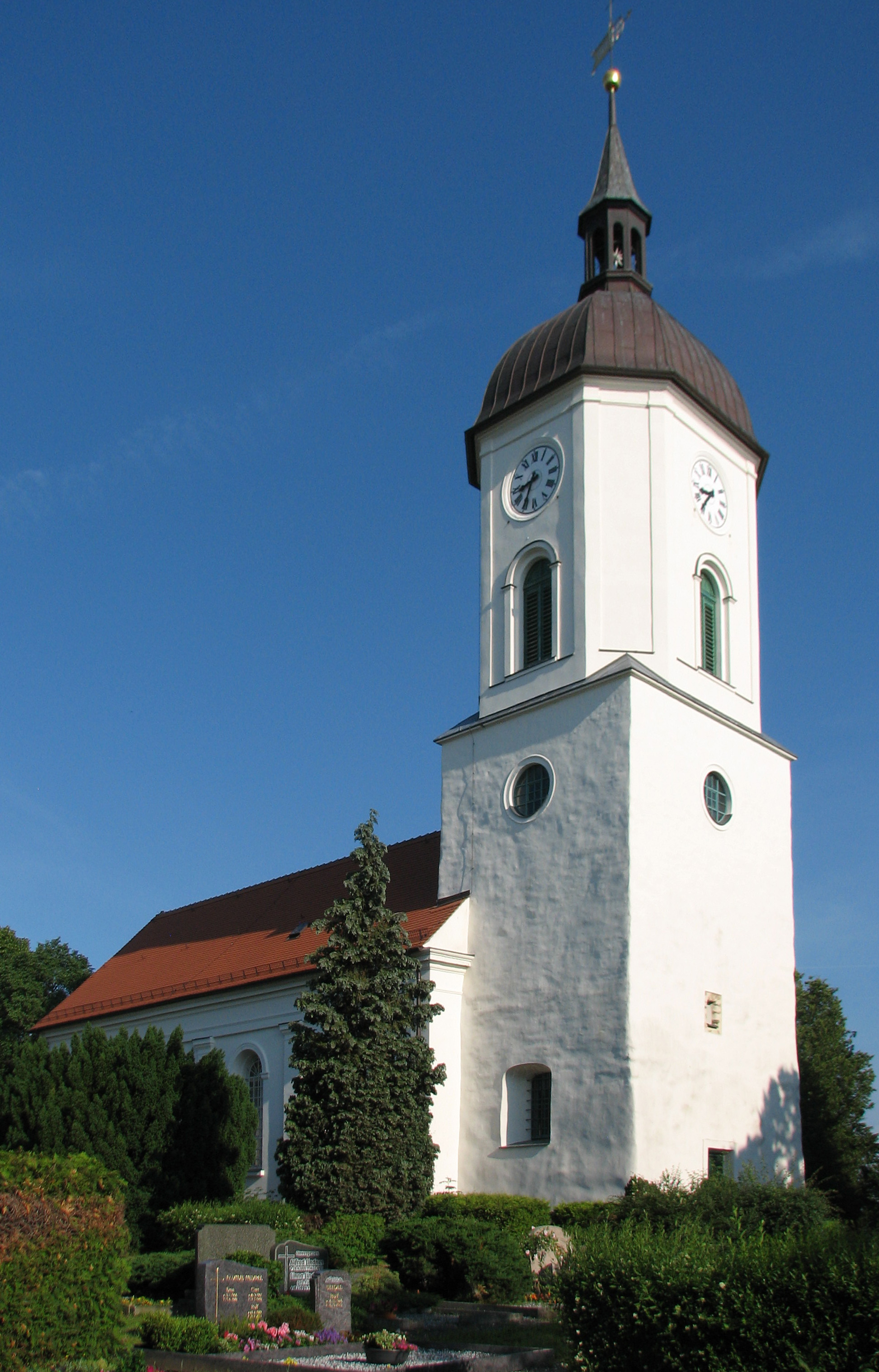
Kirche Engelsdorf (2017)

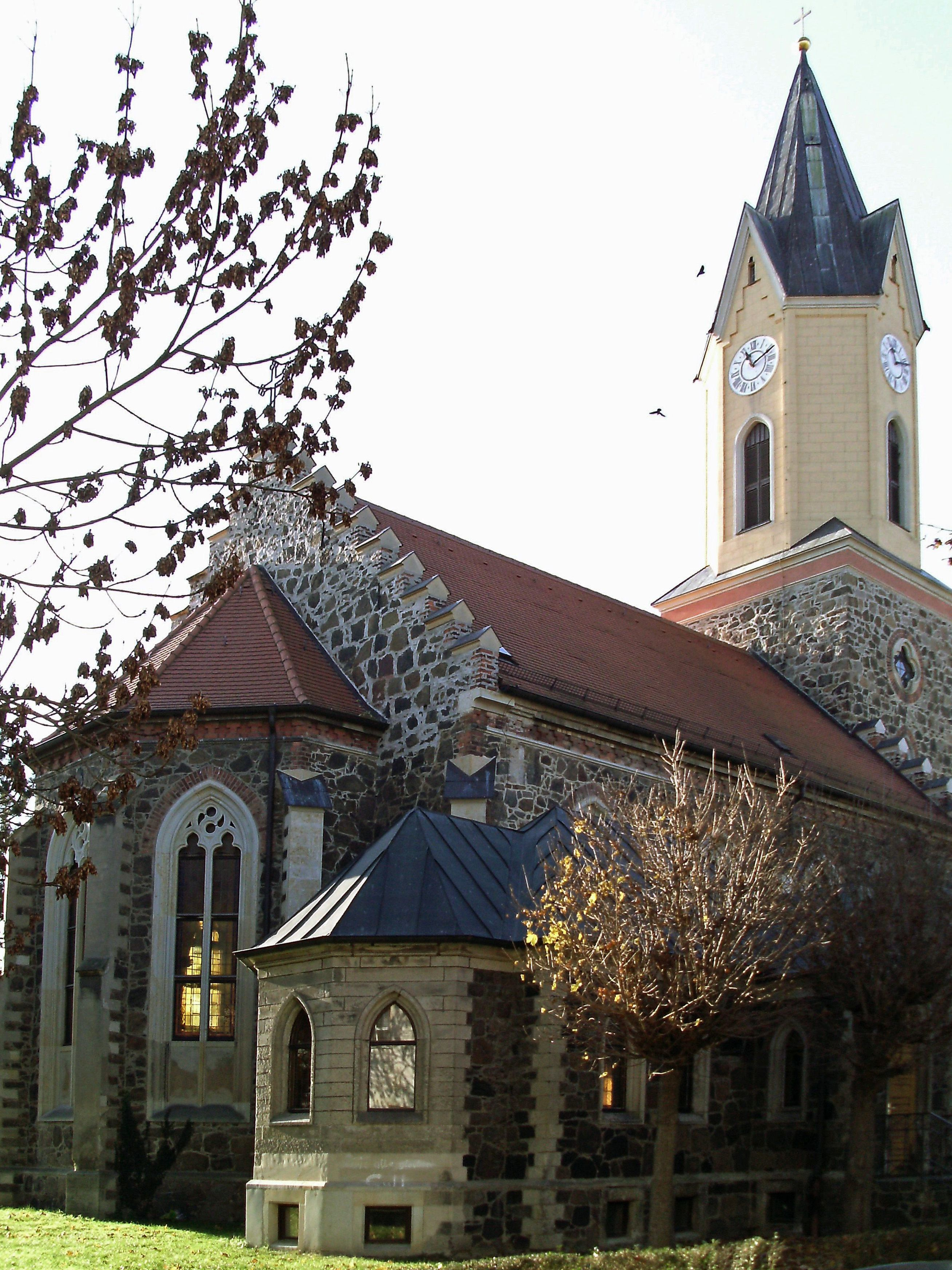
Kirche Sommerfeld, seit 1923 zu Engelsdorf gehörend

Im Zweiten Weltkrieg wurden Bahnanlagen und Ort stark bombardiert. Nachdem das Baurecht jahrzehntelang aus ideologischen Gründen verweigert wurde, entstand die römisch-katholische St. Gertrud-Kirche in den 1980er Jahren aus einer alten Scheune bzw. einem Stall. Der Glockenturm durfte den Dachfirst nicht überragen, wurde aber eigenmächtig mehrere Meter höher ausgeführt.
Am Fahrplanwechsel Ende Mai 1974 wurde Engelsdorf mit der Einführung der Linie B Leipzig–Wurzen an die S-Bahn-Leipzig angeschlossen. Zusätzlich entstand dafür im Bahnhof Engelsdorf der Haltepunkt Industriegelände Ost an der Güterbahnhofstraße. Am 1. Oktober desselben Jahres wurde die Straßenbahnstrecke Paunsdorf–Engelsdorf, die zuvor jahrzehntelang von der Leipziger Linie 2 bedient wurde, stillgelegt und durch die Buslinie E ersetzt.
Nach 1990 entstanden in Engelsdorf die Neubausiedlungen Engelsgrund und Wiesengrund.
Am 8. April 2001 wurden die Haltepunkte Industriegelände Ost und Engelsdorf Ost geschlossen und der neue Haltepunkt Engelsdorf an der ebenfalls neugebauten Hans-Weigel-Brücke in Betrieb genommen. Der Bahnübergang Posten 2 im Zug der Bahnhofstraße, der erst 1988 eine Halbschrankenanlage erhalten hatte und vorher vor allen wegen des Personalmangels längere Zeit für den Straßenverkehr geschlossen war, wurde im Zuge des Ausbaus der Eisenbahnstrecke durch eine neue Unterführung für Fußgänger und Fahrradfahrer ersetzt und die Wände von Schülern des Gymnasiums gestaltet. Der vorher als Bahnsteigzugang bestehende Fußgängertunnel war durch die Treppen nicht barrierefrei, er wurde in diesem Zusammenhang abgebrochen und verfüllt.
Parallel zur Bahnstrecke verlief in Sommerfeld die Bundesstraße 6 (Leipziger Straße). Die Bundesstraße wurde 1997 etwa einen Kilometer nach Norden auf die Permoserstraße verlegt und durch einen Neubauabschnitt Richtung Osten ergänzt. In diesem Zusammenhang wurde auch die Autobahnauffahrt Leipzig Ost (vorher Leipzig-Engelsdorf) auf die A 14 zu diesem Neubauabschnitt verlegt. Die alte Anschlussfahrbahn auf der Ostseite blieb für Instandhaltungszwecke erhalten, die auf der Westseite ist noch im Gelände erkennbar. Der Beginn dieser Fahrbahn heißt seitdem Zucholdweg. Eine Ortsumgehung (Entlastungsstraße zwischen Hans-Weigel-Brücke und Mühlweg durch das Industriegelände) wurde 2021 fertiggestellt.
Am 1. Januar 1994 wurden Althen und Kleinpösna mit Hirschfeld eingemeindet. Am 1. Juli 1995 wurde Baalsdorf eingegliedert. Am 1. Januar 1999 wurde die Gemeinde Engelsdorf entgegen dem Wunsch zahlreicher Bürger nach Leipzig eingemeindet. In der Folge wurden mehrere Straßen umbenannt, um Doppelungen im Stadtgebiet zu beseitigen. Die Leipziger Straße heißt seitdem wie schon vorher auf dem bisherigen Stadtgebiet Riesaer Straße, die Bahnhofstraße wurde auf Sommerfelder Seite in Sternenstraße, auf Engelsdorfer Seite in Engelsdorfer Straße umbenannt.

## Bevölkerung
| Jahr | Einwohner |
| ---- | --------- |
| 2000 | 7.870     |
| 2005 | 7.918     |
| 2010 | 8.354     |
| 2015 | 9.337     |
| 2020 | 9.258     |
| 2024 | 9.318     |

Stand: 31.12. des jeweiligen Jahres

## Politik

### Ortschaftsrat und Ortsvorsteher
Der Ortschaftsrat, der mit allgemeinen Themen wie der Pflege des Ortsbildes und der Förderung lokaler Projekte betraut ist, vertritt die Belange der Einwohner. Seine Wahl findet gleichzeitig mit der Stadtratswahl Leipzigs statt.
Die letzte Ortschaftsratswahl fand am 9. Juni 2024 statt. Sie führte zu folgendem Ergebnis:
| Partei / Wählergruppe                   | Stimmenanteil | Sitze |
| --------------------------------------- | ------------- | ----- |
| AfD                                     | 30,4 %        | 3     |
| CDU                                     | 30,0 %        | 2     |
| Bürgerinitiative Pro Engelsdorf (BI PE) | 23,5 %        | 2     |
| SPD                                     | 09,9 %        | 1     |
| Bündnis 90/Die Grünen                   | 06,1 %        | 1     |

Der Ortsvorsteher wird von den Mitgliedern des Ortschaftsrates gewählt. Seit 2024 ist dies Sebastian Jahn (BI PE).

### Landtags- und Bundestagswahlen
Bei den Wahlen zum Sächsischen Landtag gehört Engelsdorf zum Wahlkreis Leipzig 2, bei Bundestagswahlen zum Bundestagswahlkreis Leipzig I (Wahlkreis 151).
Die Bundestagswahl 2025 führte bei einer Wahlbeteiligung von 82,9 % zu folgendem Zweitstimmenergebnis:
| Partei    | Engelsdorf | Stadt Leipzig |
| --------- | ---------- | ------------- |
| Die Linke | 09,8 %     | 22,5 %        |
| AfD       | 32,3 %     | 21,9 %        |
| CDU       | 25,2 %     | 16,6 %        |
| Grüne     | 06,1 %     | 13,6 %        |
| SPD       | 09,7 %     | 10,7 %        |
| BSW       | 09,2 %     | 07,4 %        |
| FDP       | 03,4 %     | 03,2 %        |
| Sonstige  | 04,2 %     | 04,3 %        |

## Sehenswürdigkeiten

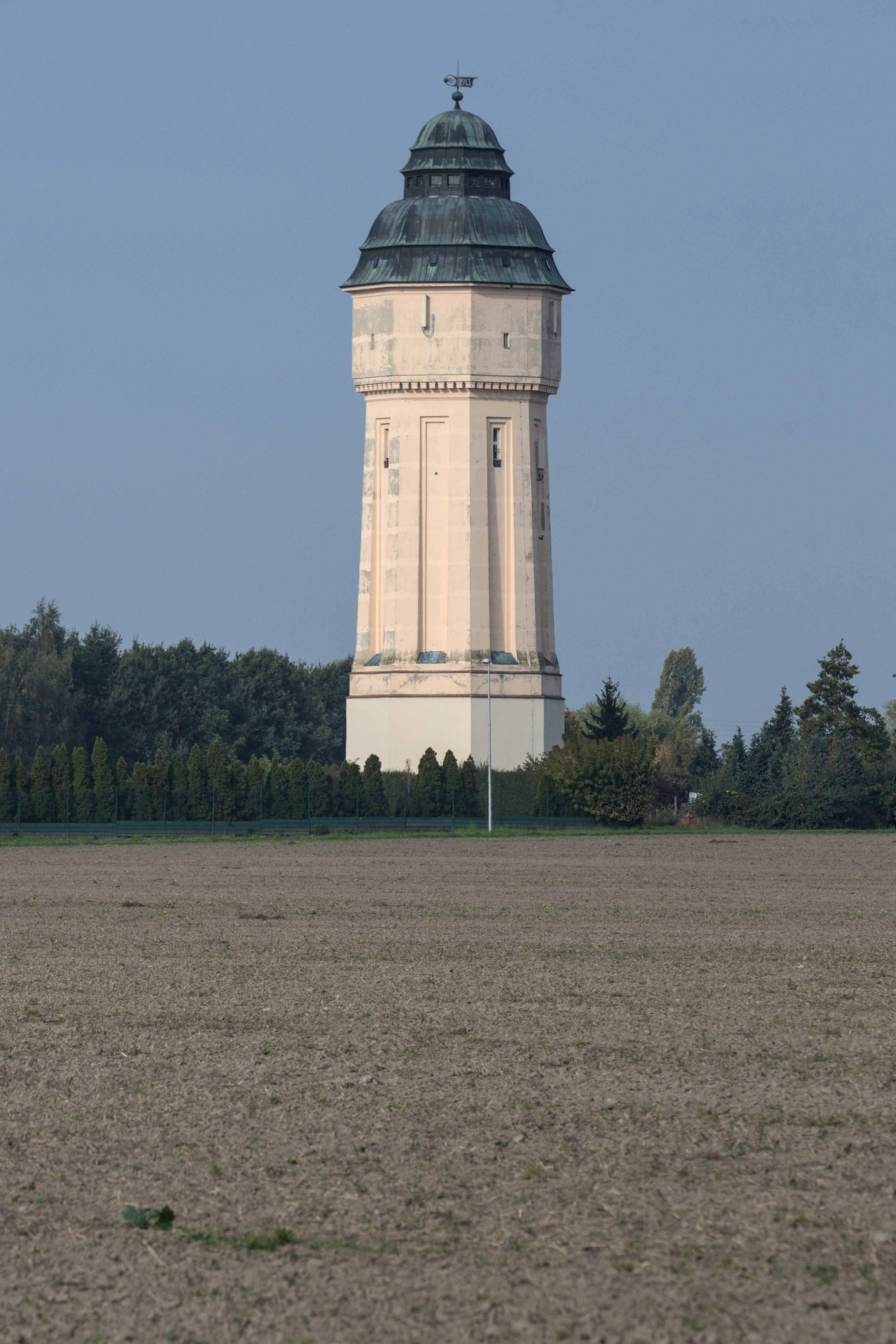
Denkmalgeschützter Wasserturm Engelsdorf

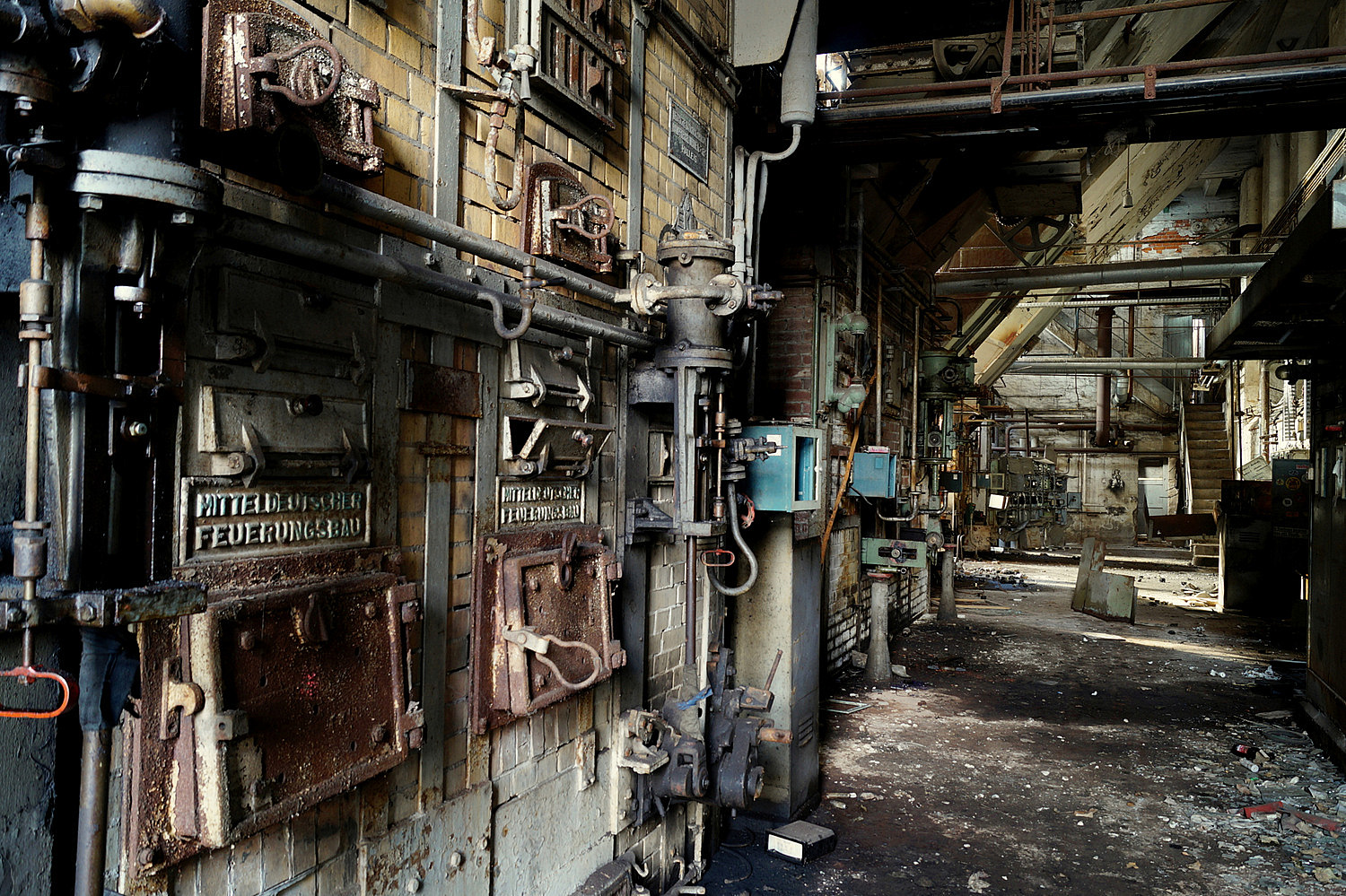
Heizanlage des ehemaligen Reichsbahnausbesserungswerks

- Gedenkstein auf dem Friedhof am Kirchweg für sowjetische Kriegsgefangene sowie 50 Frauen und Männer, die während des Zweiten Weltkrieges nach Deutschland verschleppt und Opfer von Zwangsarbeit im Reichsbahnausbesserungswerk wurden, sowie an die NS-Gegner Kurt Krah und Arthur Thiele, die während der Nazidiktatur in Konzentrationslagern umgebracht wurden

## Infrastruktur

### Verkehr
Am Haltepunkt Leipzig-Engelsdorf als Teil des Bahnhofes Leipzig-Engelsdorf halten die Züge folgender Bahnlinien:
- S3 der S-Bahn Mitteldeutschland (Oschatz –) Wurzen – Leipzig – Schkeuditz – Halle
- RE 50 Leipzig – Dresden
- RB 110 Leipzig – Grimma – Döbeln

Der Bahnhof Engelsdorf war einer von zwei Rangierbahnhöfen im Knoten Leipzig. Im Dezember 2018 wurde die Zugbildung nach Halle (Saale) verlegt, seitdem werden die Richtungsgruppe und Teile des Ostberges vom Stillstandsmanagement der Deutschen Bahn als Abstellanlage für auszumusternde oder abzugebende Fahrzeuge genutzt.
Am Haltepunkt Leipzig Werkstättenstraße hält die Linie RB 113 Leipzig – Bad Lausick – Geithain.
In der Nähe des Haltepunktes Engelsdorf, schon im Ortsteil Sommerfeld, befindet sich die Endhaltestelle der Straßenbahnlinien 3 und 7 sowie der Buslinie 90. Durch Engelsdorf fahren außerdem folgende Buslinien:
- 72 Leipzig Hbf – Mölkau – Engelsdorf – Paunsdorf
- 73 Leipzig Hbf – Baalsdorf – Sommerfeld (– Engelsdorf)
- 172 (Borsdorf –) Sommerfeld – Engelsdorf – Baalsdorf – Liebertwolkwitz – Wachau

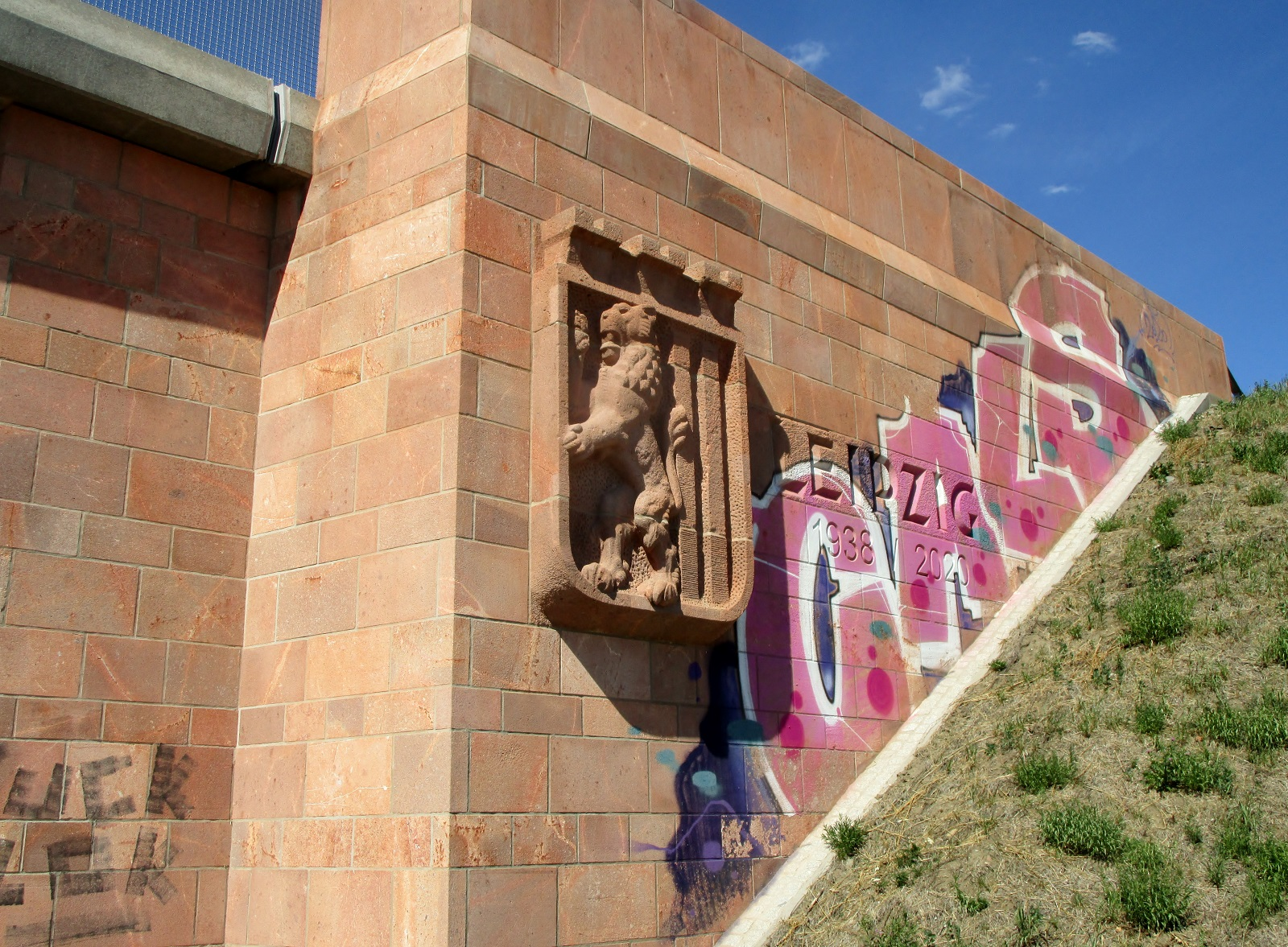
Beginn der Autobahn von 1938 bis 1971

Bereits 1936 erhielt Engelsdorf mit der heutigen Anschlussstelle Leipzig-Ost an der Autobahn A 14 Autobahnanschluss. Der Autobahnabschnitt von Halle-Peißen über Schkeuditz nach Engelsdorf bei Leipzig gehörte zu den ersten im gesamten Netz der Reichsautobahnen; der vorgesehene Weiterbau nach Dresden wurde begonnen, aber kriegsbedingt nicht fertiggestellt. Die Brücke der Riesaer Straße (Reichsstraße 6) über die Autobahn wurde 1938 gebaut und bildete das vorläufige Ende der Autobahn. Sie erhielt als Torbauwerk mit dem Wappen von Leipzig eine besondere Gestaltung, die bei der Erneuerung der Brücke 2020 beibehalten wurde. Der noch fehlende Abschnitt nach Nossen (heute: Bundesautobahn 14) wurde erst 1968 bis 1971 als erster Autobahnneubau der DDR unter Einbeziehung einiger bereits 1937–1940 errichteter Brückenwiderlager gebaut.

### Bildung
Engelsdorf hat fünf Kindertagesstätten und zwei Schulen:
- Christoph-Arnold-Schule (Grundschule), Gaswerksweg 1[12]
- Gymnasium Engelsdorf, Arthur-Winkler-Straße 6[13]

In Engelsdorf befindet sich seit 2022 das Carbonbetontechnikum der HTWK Leipzig. Das Holzbauforschungszentrum wurde 2024 eröffnet.

## Persönlichkeiten

### Söhne und Töchter des Ortes
- Fritz Günther (1912–2005), Physiker
- Helmut König (1927–1991), Radrennfahrer
- Ingeborg Franke (1935–2023), Juristin, Vizepräsidentin des Bundesverwaltungsgerichts
- Manfred Hamann (* 1939), Politiker (NDPD)
- Maria Seidemann (1944–2010), Schriftstellerin
- Margot Stejskal (* 1947), Opernsängerin
- Thomas Schwarz (* 1958), Politiker (SPD), Mitglied des Landtags von Mecklenburg-Vorpommern
- Jens Lehmann (* 1967), Radrennfahrer, Politiker (CDU), Mitglied des Deutschen Bundestages

### Mit Engelsdorf verbundene Persönlichkeiten
- Friedrich Ernst Guhr (vor 1887–1916), Unternehmer, lebte in Engelsdorf
- Christine Jakob (1948–2019), Professorin für Elektrochemie und Galvanotechnik, in Engelsdorf aufgewachsen